# Линейно связное пространство

Линейно связное подмножество евклидовой плоскости

Лине́йно свя́зное простра́нство — топологическое пространство, в котором любые две точки можно соединить непрерывной кривой.

## Определения
- Рассмотрим отрезок числовой прямой {\displaystyle [0,1]\subset \mathbb {R} } с определённой на нём стандартной топологией вещественной прямой. Пусть также дано топологическое пространство {\displaystyle (X,{\mathcal {T}}).} Тогда последнее называется линейно связным[1], если для любых двух точек {\displaystyle x,y\in X} найдётся непрерывное отображение {\displaystyle f:[0,1]\to X} такое, что
{\displaystyle f(0)=x,\;f(1)=y.}
- Пусть дано подмножество {\displaystyle M\subset X}. Тогда на нём естественным образом определяется топология {\displaystyle {\mathcal {T}}_{M}}, индуцированная {\displaystyle {\mathcal {T}}}. Если пространство {\displaystyle \left(M,\;{\mathcal {T}}_{M}\right)} линейно связно, то подмножество {\displaystyle M} также называется линейно связным в {\displaystyle X}[2].

## Связанные определения
- Каждое линейно связное подмножество пространства {\displaystyle X} содержится в некотором максимальном линейно связном подмножестве. Такие максимальные связные подмножества называются компонентами линейной связности пространства {\displaystyle X}[2].
  - Пространство, в котором каждая компонента линейной связности состоит из одной точки, называется вполне линейно несвязным (по аналогии с вполне несвязным пространством).
- Если существует база топологии пространства {\displaystyle X}, состоящая из линейно связных открытых множеств, тогда топология пространства {\displaystyle X} и само пространство {\displaystyle X} (в этой топологии) называются локально линейно связными[3].

## Примеры
- Прямая, окружность, выпуклое подмножество евклидова пространства — примеры линейно связных пространств[4].
- Дополнение {\displaystyle \mathbb {R} ^{n}\backslash A,\ n\geqslant 2}, где {\displaystyle A} — объединение не более чем счетного числа аффинных подпространств в {\displaystyle \mathbb {R} ^{n}} коразмерности 2 и больше.
- Замыкание графика функции {\displaystyle \sin {\tfrac {1}{x}}} при {\displaystyle x\geq 0} — пример связного пространства, которое не является линейно связным. Это пространство имеет две компоненты линейной связности: график функции при x > 0, и отрезок {\displaystyle [-1,1]} на оси ординат[5].
- Псевдодуга — пример связного, но вполне линейно несвязного пространства.

## Свойства
- Всякое линейно связное пространство связно. Обратное неверно[1].
- Конечное топологическое пространство линейно связно тогда и только тогда, когда оно связно.
- Непрерывный образ линейно связного пространства линейно связан[5].
- Если пространство {\displaystyle X} линейно связно и {\displaystyle x,\;y\in X}, то гомотопические группы {\displaystyle \pi _{1}(X,\;x)} и {\displaystyle \pi _{1}(X,\;y)} изоморфны, причем этот изоморфизм определяется однозначно с точностью до внутреннего автоморфизма {\displaystyle \pi _{1}(X,\;x)}[6].

## Линейная связность на числовой прямой
Будем считать, что {\displaystyle X=\mathbb {R} }, а {\displaystyle {\mathcal {T}}} — стандартная топология числовой прямой. Тогда
- Подмножество {\displaystyle M\subset \mathbb {R} } линейно связно тогда и только тогда, когда
{\displaystyle \forall x,\;y\in M:(x\leqslant y)\Rightarrow {\bigl (}[x,\;y]\subset M{\bigr )},}

то есть любые две точки входят в него вместе с соединяющим их отрезком.
- Любое линейно связное подмножество числовой прямой является конечным или бесконечным открытым, полуоткрытым или замкнутым интервалом:
{\displaystyle (a\;,b),\;[a,\;b),\;(a,\;b],\;[a,\;b],\;(-\infty ,\;b),\;(-\infty ,\;b],\;(a,\;+\infty ),\;[a,\;+\infty ),(-\infty ,+\infty ).}
- Подмножество числовой прямой линейно связно тогда и только тогда, когда оно связно.

## Обобщение
Многомерным обобщением линейной связности является {\displaystyle k}-связность (связность в размерности {\displaystyle k}). Пространство {\displaystyle X} называется связным в размерности {\displaystyle k}, если любые два отображения {\displaystyle r}-мерной сферы {\displaystyle S^{r}} в {\displaystyle X}, где {\displaystyle r\leqslant k}, гомотопны. В частности, {\displaystyle 0}-связность — это то же, что линейная связность, а {\displaystyle 1}-связность — то же, что односвязность.